# Pos.HEARTS
Pos.HEARTS（ポス・ハーツ）は、日本のプロレス団体DRAGON GATEにかつて存在したユニットの名称。

## 歴史
2005年2月にイタリアン・コネクションが事実上の解散状態となり、無所属になったアンソニー・W・森がDo FIXERの加入をマグナムTOKYOに志願する。マグナムは当時デビューを控えていたB×Bハルクのプロデュースや自身がリーダーを務めるDo FIXERのことなどで返答はしなかった。
しかし、マグナムは真剣に相談してきたアンソニーに対して「俺がアンソニーと同じ立場になれば新しい何かが見えるかもしれない」と発言し、Do FIXERと距離を置いてアンソニーと共闘し始める。
そして3月27日にマグナムはリーダーにアンソニーを指名し、プロデュース中だったハルク、Blood Generationを追放されたスペル・シーサーの3名でPos.HEARTSを結成。
ユニット名の由来は、ハルクの可能性「Possible」とアンソニーの気持ち「HEART」の2つのキーワードからなっている。
団体のイメージが黒の中、汚れを知らず、これからの活動次第で何色にでもなれるという意味でユニットのカラーが白となった。
結成当初はマグナムのサポートがあるものの、Final M2KやBlood Generationといった強豪ユニットには勝てずに低迷してしまうが、年末に行われたKING OF GATEにてアンソニーがマグニチュード岸和田を欠場に追い込み、ハルクも同期の鷹木信悟と同等の実力を付け始め、確実に成長の姿を見せた。さらにメンバーのビジュアルの良さからファンの支持が増え始めた。
以降は兄弟ユニットであるDo FIXERと共闘してBlood Generationと本格的に抗争が始まり、アンソニーと吉野正人、ハルクと鷹木の図式が増え始める。
しかし、2006年の半ばからアンソニーが戸澤アキラから勧誘され、不本意ながらも戸澤塾に所属となり、ハルクはCIMAの助っ人としてBlood Heatsを結成。（Blood Generationとマッスル・アウトローズの抗争にハルクが手を貸したため）。シーサーも弟子のシーサーBOYとシーサーズとして活動し、ユニットが休止状態となる。
3人がバラバラの活動になり、そのままユニットが自然消滅になると思いきや、2006年の末あたりから再び集結し、オープン・ザ・トライアングルゲートを獲得する。これを機にヒールユニットのマッスル・アウトローズと抗争に入るが、2007年2月23日に行われた解散・コントラ・トライアングルゲートに敗れてしまい、Pos.HEARTSは解散となった。
2007年12月28日に行われたファン感謝記念大会にて、一夜限りの復活を遂げる。ただし、スペル・シーサーが怪我で欠場中だったため、シーサーの代役でドラゴン・キッドが入った（キッドは通常のコスチュームではなく、大一番で着用する白のコスチューム、さらに入場のダンスではシーサーのマスクを被っていた）。

## ユニット結成
ドラゴン・キッドがDo FIXER入りして大成功したことから、アンソニーはイタコネ解散前から、自分に無いもの（足りないもの）を補うためにギミックである王子とは正反対だったDo FIXER入りを志願した。しかし、マグナムTOKYOはアンソニーの王子キャラを尊重し、定着していたイメージを壊さないためにPos.HEARTSを結成させ、自らもPosのリーダーになるのではなく一歩引いてユニットを動かしていた。本人がリーダーになればマグナムのカラーが付いてしまうためである。マグナム曰く「自分たちでカラーを出せ」という隠れたメッセージ性があった。
マグナムは、Pos.HEARTSの結成を提案しただけで特にユニットに関与することは無かった。結成当初のインタビューにて「Posには全く期待していない。このユニットはアイツらが本当の戦力になるまでの序章に過ぎない」と語っている。その結果として後にハルクがCIMAと合体し、新しい活路を見出した。
マグナムのエゴイストなりにも深い親心が垣間見える。

## メンバー
- アンソニー・W・森（リーダー）
- マグナムTOKYO（御隠居）
- スペル・シーサー
- B×Bハルク

## 補足
- アンソニーはロイヤル・ブラザーズでリーダーをしていたため、自身がリーダーを務めるのは2度目である。
- スペル・シーサーは2人よりもだいぶ先輩だが、あまり自己主張せずにベテランとして2人を支えていた。
- シーサーはユニット名を『チームめんそ〜れ』にしたかったらしいが、全員からダメ出しされ、即却下となった。
- イメージカラーが白なのは上記の通りだが、アンソニー・W・森のW（WHITE）だったり、北海道出身のハルクのイメージが雪だったりと諸説語られている。
- マグナムTOKYOの発案により男色ディーノと6人タッグ（マグナムTOKYO＆谷嵜なおき＆男色ディーノ）で対戦し、全員ディープキスや股間掴みなど男色殺法の前にやられてしまった。